# White Pine
White Pine é uma cidade  localizada no estado norte-americano de Tennessee, no Condado de Hamblen e Condado de Jefferson.

## Demografia
Segundo o censo norte-americano de 2000, a sua população era de 1997 habitantes.
Em 2006, foi estimada uma população de 2087, um aumento de 90 (4.5%).

## Geografia
De acordo com o United States Census Bureau tem uma área de
6,6 km², dos quais 6,6 km² cobertos por terra e 0,0 km² cobertos por água. White Pine localiza-se a aproximadamente 330 m acima do nível do mar.

## Localidades na vizinhança
O diagrama seguinte representa as localidades num raio de 20 km ao redor de White Pine.